# Roberto Colin
Pour les articles homonymes, voir Colin.
Roberto Augusto Colin, né à São Luís (Maranhão) en 1879 et mort à une date indéterminée après 1935, est un peintre brésilien.

## Biographie
Arrivé à Paris en 1906 après avoir obtenu une pension du gouvernement de Manaos, Roberto Colin devient l'élève de Paul Albert Laurens à l'Académie Julian. Il expose dès 1911 au Salon des artistes français puis, après la guerre, au Salon des indépendants entre 1921 et 1935, des paysages et des portraits.
On perd sa trace après une dernière participation au Salon des Indépendants de 1935 qui se déroulait cette année-là au Grand Palais du 18 janvier au 3 mars. Il avait alors 56 ans et habitait depuis plusieurs années au 70, rue Damrémont dans le 18e arrondissement de Paris.

## Œuvres exposées au Salon des artistes français
Salon de 1911
- Nature morte (n° 437)[6].

## Œuvres exposées au Salon des Indépendants
Salon de 1921
- Intérieur (n° 746).
- Paysage (n° 747)[7].
- Clair de lune (n° 748).

Salon de 1922
- Paysage amazonien (n° 807).
- L'arbre jaune (n° 808).
- Jeunes filles (n° 809).

Salon de 1923
- Boulevard Montparnasse la nuit (n° 1046).
- Sortie de la ville, San Luis de Maranhao (n°1047).

Salon de 1924
- Salle hypostyle (n° 695).
- Le ravin (n° 696).

Salon de 1925
- La terrasse (n° 727).
- Après-midi (n° 728)[8].

Salon de 1926
- Chemin dans la vallée. San Luis, Brésil (n° 733).
- Coin de brousse (n° 734).

Salon de 1927
- Portrait de Mme G... (n° 801).
- Faubourg de San Luis, Brésil (n° 802).

Salon de 1934
- Rue de San Luis (n° 933).
- Paysage (n° 934)[9].

Salon de 1935
- Allée de Sphinx (n° 779).
- Jeunes filles au maïs (n° 780)[10].

## Postérité
Une rue de São Paulo porte son nom.